# Victor Boin
Victor Boin   (Brussel·les, 28 de febrer de 1886 - Brussel·les, 31 de març de 1974) va ser un esportista belga, especialista en natació, waterpolo i esgrima.

## Carrera esportiva
Va participar, als 22 anys, en els Jocs Olímpics d'Estiu de 1908 de Londres (Regne Unit), on va aconseguir guanyar la medalla de plata en la competició masculina de waterpolo. En aquests mateixos Jocs participà també en la prova dels 100 metres lliures de natació, on fou eliminat en primera ronda.
En els Jocs Olímpics d'Estiu de 1912 celebrats a Estocolm (Suècia), on va aconseguir guanyar la medalla de bronze en la competició de waterpolo, i fou quart en la prova individual d'espasa en la competició d'esgrima.
En els Jocs Olímpics d'Estiu de 1920 realitzats a Anvers (Bèlgica) guanyà la medalla de plata en la competició per equips d'espasa i fou eliminat en la primera ronda de la prova individual. En aquests Jocs fou l'encarregat de realitzar el Jurament Olímpic en la cerimònia inaugural dels Jocs.
Durant la Primera Guerra Mundial es va unir a la Força Aèria belga, on acabà sent el pilot personal de la reina Elisabet.